# Tacoma Dome
Tacoma Dome é uma arena multiúso em Washington, Estados Unidos.

## História
Após vencer um concurso internacional, os arquitetos locais McGranahan e Messenger completaram o Tacoma Dome em 1983 por US$ 44 milhões, e ele abriu em 21 de abril. Os assentos da arena são para 17100 para jogos de basquete. É a maior arena do mundo com uma cúpula de madeira em termos de volume total e capadidade sentada (23.000 pessoas), com diâmetro de 160m e altura de 46m. O Superior Dome EM Marquette, MI é uma cúpula geodésica com maior diâmetro (163 m), mas tem apenas (44 m) de altura e apenas o máximo de 16.000 espectadores. Ao contrário da maioria das outras arenas do seu tamanho, ela não tem tantos locais fixos pra sentar, de modo a maximizar a flexibilidade de disposição dos assentos e de dar melhor forma ao campo de jogo. Ele pode até mesmo receber futebol americano, embora com assentos reduzidos para apenas 10.000.
A arena foi a casa do famoso time de basquete Seattle SuperSonics nas temporadas da NBA de  1994–95 enquanto o Seattle Center Coliseum estava sendo reformado no local hoje conhecido como KeyArena bem como vários jogos regulars da temporada do Sonics, durante outras épocas do ano. Ele também recebeu o Tacoma Rockets da Western Hockey League de 1991 a 1995, o Tacoma Sabercats da West Coast Hockey League de 1997 a 2002, o Tacoma Stars time de futebol indoor da MISL, entre 1983 e 1992, eventos de ginástica durante os Goodwill Games de 1990, e times de numerosas outras ligas menores como hóqueio no gelo e futebol indoor. A cúpula também sediou a NCAA Women's Final Four em 1989-1990.
Sediou a exibição pré-temporada de jogos da NHL em 1983, 1984, 1988, e 1992, e tem sido mencionado como um possível local para uma realocação de uma franquia da NHL.

## Shows
O primeiro show foi de David Bowie, com The Tubes abrindo.
Michael Jackson planejou dar 3 shows em 30 de outubro e 1 e 2 de novembro de 1988 durante sua Bad Tour. Apesar de todos os shows planejados terem venda esgotada, os concertos foram posteriormente cancelados por causa de problemas de saúde do intérprete. Estes shows nunca foram reprogramados.
Ainda no primeiro ano, Billy Graham esteve lá.  Ele voltou em 1991.  Em ambas ele teve 30.000 espectadores toda noite.
Britney Spears se apresentou 3 vezes. A primeira em 29 de maio de 2002 durante a Dream Within a Dream Tour, a segunda em 9 de abril de 2009 na The Circus Starring Britney Spears, e a última em 29 de junho de 2011 na Femme Fatale Tour.
No dia 7 de maio de 2006 o grupo mexiacano RBD se apresentou na arena para 15 mil pessoas duarante a RBD Tour USA.
Lady Gaga se apresentou em 14 de janeiro de 2013, como parte da sua tour Born This Way Ball.
Taylor Swift se apresentará em 31 de agosto de 2013, como parte da sua Red Tour.
Katy Perry  se apresentou em 13 de setembro de 2014, com sua bem sucedida turnê mundial Prismatic World Tour